# HelWin beta
54°27′13″ пн. ш. 7°44′22″ сх. д. / 54.453511111111° пн. ш. 7.7394305555556° сх. д.
HelWin beta — офшорна трансформаторна платформа, яка конвертує отриману від вітрових електростанцій продукцію зі змінного у постійний струм для подальшої подачі на суходіл кабелемп HVDC (ЛЕП прямого струму високої напруги).

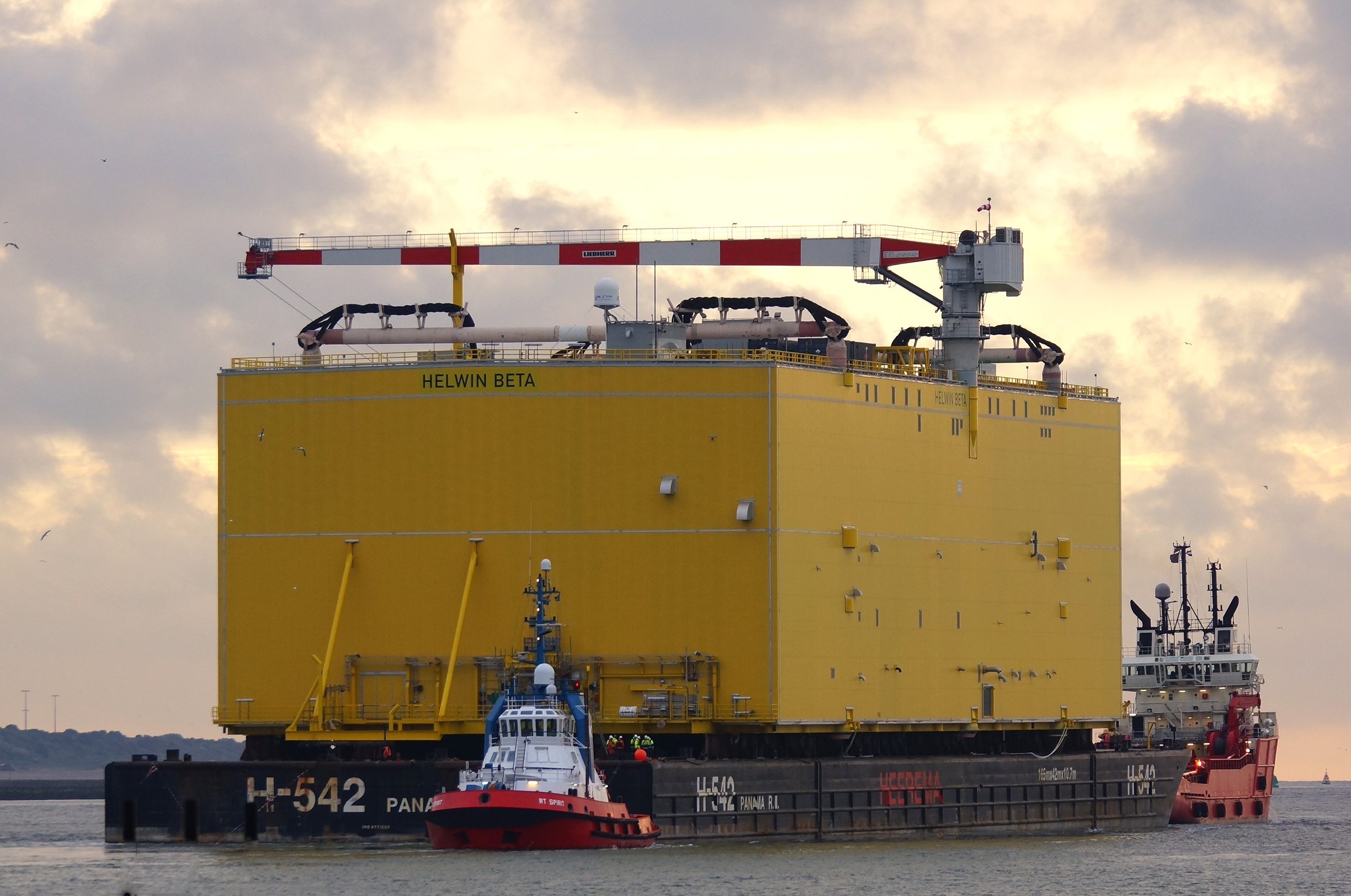
«Топсайд» платформи HelWin beta під час транспортування на баржі H-542

Платформа розташована в Північному морі неподалік острова Гельголанд, в районі з глибиною 24 метри. В 2014 році плавучий кран Thialf встановив тут гратчату опорну основу («джекет»), яку закріпили за допомогою шести паль. Цю конструкцію розмірами 62х42,5х42 метри та вагою 4500 тон виготовили у нідерландському Вліссінгені. Надбудова з обладнанням («топсайд») платформи має розміри 98х42х28 метрів та важить 10200 тон. Її доставили з бельгійського Звейндрехту на баржі H-542, після чого монтаж провів той же плавучий кран.
HelWin beta може здійснювати передачу до 690 МВт електроенергії Улітку 2014-го до неї під'єднали ВЕС Амрумбанк-Вест (288 МВт). Це зроблено за допомогою двох кабелів довжиною по 8 км, які проклало судно Giulio Verne.
Продукція вітрових електростанцій надходить на HelWin beta під напругою 155 кВ, після чого на платформі здійснюється підвищення цього показника до 320 кВ з подальшим перетворенням у постійний струм. Видача електроенергії відбувається по двом підводним кабелям (HelWin2) довжиною по 85 км, прокладання основної частини яких (за винятком мілководної ділянки) довжиною 68 км здійснило спеціалізоване судно Atalanti. Після виходу на суходол в Бюзум починається відтинок довжиною 45 км до другої конвертерної станції в Бюттель, яка перетворює струм назад у змінний та видає його в енергомережу країни.
HelWin beta також з'єднали за допомогою містка з розташованою поруч  HelWin alpha, що дозволяє користуватись розташованими на останній майданчиком для гелікоптерів та житловим блоком. Крім того, між платформами прокладено кабель змінного струму напругою 155 кВ.